# Olivier Patience
Olivier Patience (Évreux, 25 marzo 1980) è un ex tennista francese.

## Carriera
Ottenne il suo best ranking in singolare il 19 luglio 2004 con la 87ª posizione, mentre nel doppio divenne il 24 luglio 2000, il 206º del ranking ATP.
In singolare, in carriera, vinse dieci tornei del circuito ATP Challenger Series. Nel 2004, dopo aver superato il torneo di qualificazione, raggiunse il terzo turno dell'Australian Open superando rispettivamente i russo Igor' Andreev al primo turno e Nikolaj Davydenko al secondo prima di venire sconfitto dallo statunitense James Blake in tre set. Un terzo turno è il miglior risultato raggiunto anche all'Open di Francia 2007; in quell'occasione superò il connazionale Jonathan Eysseric e l'argentino Mariano Zabaleta per poi essere sconfitto dal serbo Novak Đoković in cinque set con il punteggio di 6(2)–7, 6-2, 6-3, 6(4)–7, 3-6.

## Statistiche

### Tornei minori

#### Singolare

##### Vittorie (16)
| Legenda tornei minori |
| Challenger (10)       |
| Futures (6)           |

| N.  | Data             | Torneo                                  | Superficie      | Avversario in finale     | Punteggio           |
| 1.  | 26 luglio 1999   | France F9, Tolone                       | Terra rossa     | Slimane Saoudi           | 4-6, 6-3, 6-4       |
| 2.  | 23 luglio 1999   | Ukraine F4, Gorlovka                    | Terra rossa     | Rodolphe Cadart          | 6-2, 6-7, 6-3       |
| 3.  | 13 maggio 2002   | I. ČLTK Prague Open, Praga              | Terra rossa     | Todd Larkham             | 4-6, 7-5, 6-3       |
| 4.  | 31 marzo 2003    | France F9, Saint-Brieuc                 | Terra rossa (i) | Slimane Saoudi           | 6-1, 7-5            |
| 5.  | 18 agosto 2003   | Internazionali di Manerbio, Manerbio    | Terra rossa     | Martín Vassallo Argüello | 3-6, 6-3, 7–6(3)    |
| 6.  | 21 marzo 2005    | Saint-Brieuc Challenger, Saint-Brieuc   | Terra rossa (i) | Victor Ioniță            | 6-0, 6-2            |
| 7.  | 25 aprile 2005   | Roma Open, Roma                         | Terra rossa     | Florent Serra            | 7–6(4), 7-5         |
| 8.  | 26 dicembre 2005 | Doha Challenger, Doha                   | Cemento         | Julien Benneteau         | 2-6, 6-4, 7–6(5)    |
| 9.  | 15 maggio 2006   | Sanremo Tennis Cup, Sanremo             | Terra rossa     | Stefano Galvani          | 6-2, 4-6, 7–6(8)    |
| 10. | 12 giugno 2006   | Challenger Lugano, Lugano               | Terra rossa     | Guillermo García López   | 6-4, 6-1            |
| 11. | 26 giugno 2006   | Reggio Emilia Challenger, Reggio Emilia | Terra rossa     | Sergio Roitman           | 6-4, 5-7, 6-2       |
| 12. | 25 giugno 2007   | Reggio Emilia Challenger, Reggio Emilia | Terra rossa     | Félix Mantilla           | 6(6)–7, 6-1, 7–6(6) |
| 13. | 2 settembre 2008 | UTC Open, Čerkasy                       | Terra rossa     | Denis Istomin            | 6-2, 6-0            |
| 14. | 12 aprile 2010   | France F6, Angers                       | Terra rossa (i) | Sébastien de Chaunac     | 6-2, 6-4            |
| 15. | 19 aprile 2010   | France F7, Grasse                       | Terra rossa     | Romain Jouan             | 6-3, 6-4            |
| 16. | 24 luglio 2012   | Belgium F5, Duinbergen                  | Terra rossa     | Alexandre Penaud         | 6-4, 6-1            |

#### Doppio

##### Vittorie (7)
| Legenda tornei minori |
| Challenger (1)        |
| Futures (6)           |

| Numero | Data           | Torneo                                   | Superficie  | Compagno             | Avversari in finale               | Punteggio        |
| 1.     | 26 luglio 1999 | France F9, Tolone                        | Terra rossa | Julien Cuaz          | Christophe de Veaux Florent Serra | 6-3, 6-4         |
| 2.     | 23 agosto 1999 | Ukraine F4, Gorlovka                     | Terra rossa | Rodolphe Cadart      | Filip Aniola Orest Tereščuk       | 2-6, 6-4, 6-2    |
| 3.     | 10 aprile 2000 | France F10, Saint-Brieuc                 | Terra rossa | Sébastien de Chaunac | Maxime Boye Jérôme Hanquez        | Walkover         |
| 4.     | 18 aprile 2005 | Internazionali di Monza e Brianza, Monza | Terra rossa | Nicolas Devilder     | Massimo Bertolini Uros Vico       | 7-5, 6-4         |
| 5.     | 12 marzo 2012  | France F5, Poitiers                      | Cemento (i) | Nicolas Renavand     | Ruan Roelofse Gleb Sakharov       | 6-2, 6-3         |
| 6.     | 25 giugno 2012 | France F11, Tolone                       | Terra rossa | Nicolas Renavand     | Grégoire Barrère Lucas Pouille    | 6–3, 4–6, [10–8] |
| 7.     | 9 luglio 2012  | France F13, Bourg-en-Bresse              | Terra rossa | Nicolas Renavand     | Tom Jomby Mick Lescure            | 6–4, 6-1         |